# Socket G1
Socket G1（rPGA 988A）是英特尔于2009年推出的CPU插座，被用于英特尔公司旗下的第一代酷睿中央处理器的移动版本。它是Socket P的继任者，也作为LGA 1156和LGA 1366的移动端对应产品。

## 历史
Socket G1平台的第一批CPU于2009年9月23日发布，最初的产品有i7-720QM，820QM和920XM。 这些CPU采用Clarksfiel核心架构打造，使用45 nm工艺，与台式机上的Nehalem架构相同。2010年1月4日，该CPU也被采用32 nm工艺的Arrandale内核并基于Westmere架构的Core i3，i5和i7处理器使用。2010年3月28日，基于Arrandale的低端CPU奔腾P6x00系列和赛扬P4x00系列发布，它们也采用了这个CPU插座。2010年6月21日，更多采用此CPU插座并基于Clarksfiel架构的处理器如i7-740QM，840QM和940XM等产品发布。所有采用Socket G1的处理器都会将英特尔核芯显卡的内核（代号：“Ironlake”）封装在中央处理器的基板上。

## 支持的处理器
英特尔酷睿 i7 双核
i7-620M， i7-640M
英特尔酷睿 i7 四核
i7-720QM， i7-740QM， i7-820QM， i7-840QM， i7-920XM， i7-940XM
英特尔酷睿 i5 双核
i5-430M， i5-450M， i5-460M， i5-480M， i5-520M， i5-540M， i5-560M， i5-580M
英特尔酷睿 i3 双核
i3-330M， i3-350M， i3-370M， i3-380M， i3-390M
英特尔奔腾
P6000， P6100， P6200， P6300
英特尔赛扬
P4500， P4600

## 技术规格
- 使用DDR3内存
- 拥有988个引脚
- 引脚排列在36 × 35的网格阵列中
- 与 LGA 1366 的三通道模式相比，Socket G1的计算机系统只能在双通道内存模式下运行，因为引脚数较少。[4]
- rPGA 中的 r 是指“减小间距”，在此CPU插座设计中间距为 1mm × 1mm。[5]